# Давид VIII
Давид VIII (груз. დავით VIII); (1274–1311) — цар Східної Грузії (з 1293 року).

## Життєпис
Старший син царя Деметре II і його першої дружини, дочки Мануїла I. Походив з династії Багратіоні.
Був одружений двічі. Перша дружина — Олджат-хатун, дочка Абагі-хана. Мали двох синів (так звані «провінційні царі» — правителі областей Грузії):
- Мелкіседек,
- Андроник.

Друга дружина — дочка Амада Сурамелі, ерістава Картлі. Син:
- Геогрій на прізвисько Малий, наступник батька.